# Miguel R. Dávila
Miguel Rafael Dávila Cuellar (ur. 1856, zm. 1927) – honduraski adwokat i polityk, wiceprezydent w latach 1903-1907, prezydent Hondurasu od 18 kwietnia 1907 do usunięcia na skutek interwencji Stanów Zjednoczonych 29 marca 1911. Do 1908 sprawował urząd tymczasowo.